# Fiat Turbina
El Fiat Turbina es un automóvil concepto de la marca italiana Fiat presentado en el año 1954 en el Salón del Automóvil de Turín y es el primer vehículo propulsado por turbina de gas realizado por un fabricante automotor europeo.

## Historia y características
Bajo la dirección de Dante Giacosa (director de la división de proyectos de Fiat) y del ingeniero Montalbone, se constituyó un equipo de técnicos que trabajaron activamente desde 1948 hasta 1954, en el primer vehículo propulsado por turbina de gas realizado por Fiat, como un proyecto para la aplicación automovilística de este tipo de propulsores. Los estudios avanzaron rápidamente y a principios de los años cincuenta estaba listo el primer ejemplar del Fiat Turbina, utilizando un bastidor modificado del Fiat 8V. Fue probado por primera vez el 4 de abril de 1954 sobre el circuito de pruebas de Lingotto. 
Su motor estaba formado por un compresor centrífugo de dos etapas y por dos sencillos rotores de dos fases Tipo 8001 que alimentaban tres cámaras de combustión, mientras que la turbina final de una fase actuaba como un grupo reductor de transmisión conectada con las ruedas motrices posteriores.
La carrocería del automóvil, diseñada por Fabio Luigi Rapi, se caracteriza por dos aletas estabilizadoras en la parte trasera completamente desmontables para acceder al compartimiento del motor, visible en parte gracias al doble acristalamiento de la zona posterior. El intensivo estudio aerodinámico permitió al Turbina obtener un Cdx de 0,14 y una velocidad máxima de 250 km/h.
El chasis estaba formado por elementos tubulares, con 4 ruedas independientes. La caja de cambios fue sustituida por una turbina de fase única que actuaba con convertidor hidráulico o reductor que transformaba las 22.000 rpm que alcanzaban las turbinas a alrededor de 4.000 rpm por el diferencial. La suspensión delantera se deriva de la del Fiat 8V de 1952 y el peso total del vehículo era de 1000 kg.
El sistema de iluminación se caracteriza por unos faros delanteros integrados situados por debajo de un carenado, con posibilidad de desmontarlo cuando se circula fuera de un circuito (una solución similar a la de Bertone con el Alfa Romeo BAT que se exhibió en el Salón del Automóvil de Turín ese mismo año). Después de la exposición, el proyecto fue dejado de lado por razones técnicas de producción, pero el prototipo sigue en exposición en el Museo del Automóvil de Turín.